# Володимирівська сільська рада (Доманівський район)
Володи́мирівська сільська́ ра́да — колишній орган місцевого самоврядування в Доманівському районі Миколаївської області. Адміністративний центр — село Володимирівка.
05.02.1965 Указом Президії Верховної Ради Української РСР передано село Копи Миколаївської сільради Миколаївського району передати до складу Доманівського району Миколаївської області з підпорядкуванням села Володимирівській сільській Раді.

## Загальні відомості
- Територія ради: 141,383 км²
- Населення ради: 1 500 осіб (станом на 2001 рік)

## Населені пункти
Сільській раді були підпорядковані населені пункти:
- с. Володимирівка
- с. Копи
- с. Новоселівка
- с. Олександрівка
- с. Шевченко
- с. Широкі Криниці

## Склад ради
Рада складалася з 16 депутатів та голови.
- Голова ради: Літвін Василь Миколайович

### Керівний склад попередніх скликань
| Прізвище, ім'я, по батькові  | Основні відомості                                    | Дата обрання | Дата звільнення |
| ---------------------------- | ---------------------------------------------------- | ------------ | --------------- |
| Герич Світлана Володимирівна | Сільський голова, 1961 року народження, позапартійна | 26.03.2006   | 31.10.2010      |
| Літвін Василь Миколайович    | Сільський голова, 1961 року народження, позапартійна | 02.11.2010   |                 |

Примітка: таблиця складена за даними сайту Верховної Ради України